# Фарук Беголи
Фарук Махмудбеговић Беголи (алб. Faruk Begolli, Пећ, 14. фебруар 1944 — Приштина, 23. август 2007) био је југословенски филмски и телевизијски глумац.

## Биографија
Фарук је рођен као један од четворо деце трговца, народног посланика и сенатора Сефедина Махмудбеговића Беголија 14. фебруара 1944. године у Пећи. Основну и средњу школу завршио је у родној Пећи. Фраук је променио презиме из Махмудбеговић у Беголи 1962. године због оца кога је ОЗН-а 1946. године тражила као народног непријатеља. Сефедин, да не би био ухапшен, извршио је самоубиство. Његов син због тог догађаја је одлучио да породични надимак узме као презиме.
Дипломирао је глуму на Академији за позориште, филм, радио и телевизију у Београду 1966. године. Био је професор глуме на Академији уметности у Приштини, а када се настава на албанском језику издвојила и он је, заједно с Енвером Петровцијем, наставу пребацио у просторије Позоришта младих, где су истовремено 1990. године формирали и позориште на албанском Додона, ангажујући у њему студенте. Но, то му није сметало да позориште сарађује с Покрајинским народним позориштем које је било под ингеренцијом Министарства културе Републике Србије.
У југословенској кинематографији остварио је значајне улоге у многим филмовима, од којих су најпознатији ратна трилогија Пурише Ђорђевића Сан, Јутро и Подне, филмови Вељка Булајића Сарајевски атентат и Битка на Неретви, филмови Микија Стаменковића Вук са Проклетија и Опасни траг, филмови Хајрудина Крвавца Валтер брани Сарајево и Партизанска ескадрила и филимови Здравка Велимировића Дервиш и смрт и Врхови Зеленгоре.

## Филмографија
| Год.   | Назив                             | Улога               |
| ------ | --------------------------------- | ------------------- |
| 1960-е |                                   |                     |
| 1966.  | Поглед у зјеницу сунца            |                     |
| 1966.  | Сан                               | Петар               |
| 1967.  | Деца војводе Шмита                |                     |
| 1967.  | Јутро                             | Рус Мишка           |
| 1968.  | Вук са Проклетија                 | партизан            |
| 1968.  | Операција Београд                 | Јаша                |
| 1968.  | Брат доктора Хомера               | сељак               |
| 1968.  | Подне                             | Рус Мишка           |
| 1968.  | Сарајевски атентат                | Недељко Чабриновић  |
| 1969.  | Битка на Неретви                  | Стево               |
| 1969.  | Моја страна света                 |                     |
| 1970-е |                                   |                     |
| 1970.  | Наши манири                       |                     |
| 1970.  | Зид и ружа                        |                     |
| 1970.  | Реквијем                          | Чаруга              |
| 1970.  | Драга Ирена!                      | Мишко               |
| 1970.  | Прва љубав                        |                     |
| 1972.  | Како умрети                       |                     |
| 1972.  | Валтер брани Сарајево             | Бранко              |
| 1973.  | Хлеб                              |                     |
| 1974.  | Валтер брани Сарајево (ТВ серија) | Бранко              |
| 1974.  | СБ затвара круг                   | агент Стипе         |
| 1974.  | Дервиш и смрт                     | Мула Јусуф          |
| 1974.  | Црвени удар                       | сликар              |
| 1975.  | Павле Павловић                    | студент препродавац |
| 1975.  | Доле са оружјем                   | Шиме Бурин          |
| 1975.  | Синови                            | Воја                |
| 1976.  | Врхови Зеленгоре                  | Рајко               |
| 1976.  | Чувар плаже у зимском периоду     | Драганов пријатељ   |
| 1978.  | Судбине                           | Јозеф Шулц          |
| 1978.  | Стићи пре свитања                 | Доктор              |
| 1980-е |                                   |                     |
| 1981.  | Траг                              |                     |
| 1981.  | Кад свеци марширају               |                     |
| 1982.  | 13. јул                           | Мехо                |
| 1982.  | Непокорени град                   | Иво Лола Рибар      |
| 1983.  | Маховина на асфалту               | наставник техничког |
| 1983.  | Тимочка буна                      | потпуковник         |
| 1983.  | Иди ми, дођи ми                   | Маријин колега      |
| 1983.  | Дани Авној—а ТВ серија            |                     |
| 1983.  | Дах                               | Ђорђе               |
| 1984.  | Прока                             |                     |
| 1984.  | Опасни траг                       | инспектор Рамиз     |
| 1985.  | Црвена барака                     | вођа оркестра       |
| 1985.  | Учини то својски                  | Жика                |
| 1987.  | Вук Караџић (ТВ серија)           |                     |
| 1988.  | Азра                              | Осман               |
| 1988.  | Кућа поред пруге                  | Хасан               |
| 1990-е |                                   |                     |
| 1991.  | Ноћ у кући моје мајке             | кум Радован         |
| 1991.  | Операција Картиер                 | Селим               |
| 1991.  | Срчна дама                        | Азем                |
| 1992.  | Булевар револуције                | милицајац Живан     |